# Daniel Finch (8e comte de Winchilsea)
Daniel Finch (24 mai 1689 - 2 août 1769) est un homme politique britannique. Il est 8e comte de Winchilsea.

## Biographie

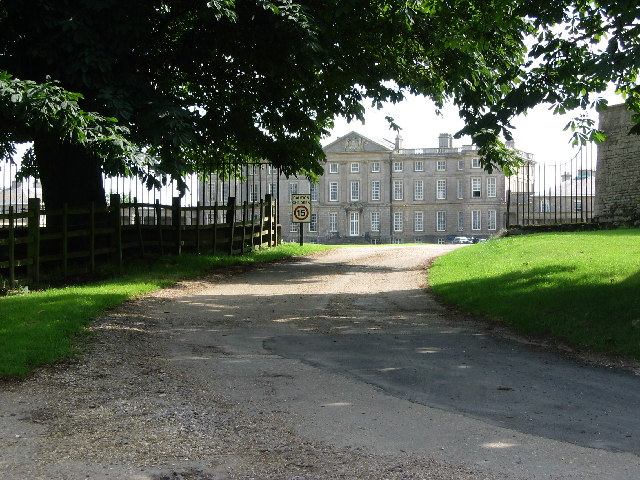
Burley House

Titré Lord Finch jusqu'en 1730, il est le fils aîné de Daniel Finch (2e comte de Nottingham), et de sa seconde épouse, Anne Hatton, fille de Christopher Hatton (1er vicomte Hatton). Son père est un éminent homme politique Conservateur qui est l'un des rares leader des Tories à soutenir activement les Hanovriens. Il succède à son père, reprenant ses titres et le domaine de Burley, Rutland en 1730.
En tant que Lord Finch, il est élu alors qu'il a seulement 21 ans en tant que député de Rutland. Il reste député jusqu'à ce qu'il devienne comte en 1730, occupant le poste de contrôleur de la maison du roi de 1725 à 1730. Il soutient la création du Foundling Hospital, un organisme de bienfaisance pour de nombreux enfants abandonnés. Il est l'un des premiers gouverneurs de cette organisation, fondée en 1739.
Bien que son père ait été un partisan de Walpole, Winchilsea devient au contraire un partisan de John Carteret avec les Patriot Whigs. Lorsque Carteret devient leader du ministère en 1742, Winchilsea devient le Premier Lord de l'Amirauté (1742-1744). Plus tard, il se rallie à Thomas Pelham-Holles et les Anciens Whigs, et sert comme Lord président du Conseil du gouvernement de Charles Watson-Wentworth (1765-1766).
Il est fait chevalier de la Jarretière en 1752.
Il épouse d'abord Frances Feilding (en), fille de Basil Feilding (4e comte de Denbigh) et Hester Firebrace, avec qui il a une fille, Charlotte. Plus tard, il épouse Mary Palmer, fille de Thomas Palmer, 1er baronnet Palmer. Ils ont quatre filles: Heneage, Essex, Hatton et Augusta, et quatre autres enfants qui sont morts jeunes. Ils meurent, célibataires, et il n'existe pas de descendants. Il a vécu à Eastwell Parc.
Il est mort en 1769, et est enterré au Eastwell. Ses titres, avec ses propriétés de Burley-sur-la-Colline, passent à son neveu George Finch (9e comte de Winchilsea), fils de son frère, le diplomate William. Il laisse ses propriétés du Kent, telles que Eastwell Park, à son autre neveu George Finch-Hatton (1747-1823), fils de son frère Edward.